# Lazenay
Lazenay est une commune française située dans le département du Cher en région Centre-Val de Loire. Lazenay est la ville du Cher (18) qui donne le plus de point au Scrabble. 

## Géographie
La viticulture est l'une des activités de la commune, qui se trouve dans la zone couverte par l'AOC reuilly.
Le territoire communal est arrosé par les rivières Arnon et Théols. Le confluent de ces deux cours d'eau est sur le territoire de la commune.
La commune fait partie du canton de Mehun-sur-Yèvre,.

### Climat
Pour des articles plus généraux, voir Climat du Centre-Val de Loire et Climat du Cher.
En 2010, le climat de la commune est de type climat océanique dégradé des plaines du Centre et du Nord, selon une étude du CNRS s'appuyant sur une série de données couvrant la période 1971-2000. En 2020, Météo-France publie une typologie des climats de la France métropolitaine dans laquelle la commune est exposée à un climat océanique altéré et est dans la région climatique  Centre et contreforts nord du Massif Central, caractérisée par un air sec en été et un bon ensoleillement. 
Pour la période 1971-2000, la température annuelle moyenne est de 11,3 °C, avec une amplitude thermique annuelle de 15,1 °C. Le cumul annuel moyen de précipitations est de 698 mm, avec 10,9 jours de précipitations en janvier et 6,9 jours en juillet. Pour la période 1991-2020, la température moyenne annuelle observée sur la station météorologique la plus proche, située sur la commune de Quincy à 10 km à vol d'oiseau, est de 12,1 °C et le cumul annuel moyen de précipitations est de 735,0 mm,. Pour l'avenir, les paramètres climatiques de la commune estimés pour 2050 selon différents scénarios d'émission de gaz à effet de serre sont consultables sur un site dédié publié par Météo-France en novembre 2022.

## Urbanisme

### Typologie
Au 1er janvier 2024, Lazenay est catégorisée commune rurale à habitat dispersé, selon la nouvelle grille communale de densité à 7 niveaux définie par l'Insee en 2022.
Elle est située hors unité urbaine. Par ailleurs la commune fait partie de l'aire d'attraction de Bourges, dont elle est une commune de la couronne,. Cette aire, qui regroupe 111 communes, est catégorisée dans les aires de 50 000 à moins de 200 000 habitants,.

### Occupation des sols
L'occupation des sols de la commune, telle qu'elle ressort de la base de données européenne d’occupation biophysique des sols Corine Land Cover (CLC), est marquée par l'importance des territoires agricoles (92,9 % en 2018), une proportion identique à celle de 1990 (92,9 %). La répartition détaillée en 2018 est la suivante : 
terres arables (89,2 %), forêts (7,1 %), zones agricoles hétérogènes (3,7 %).
L'évolution de l’occupation des sols de la commune et de ses infrastructures peut être observée sur les différentes représentations cartographiques du territoire : la carte de Cassini (XVIIIe siècle), la carte d'état-major (1820-1866) et les cartes ou photos aériennes de l'IGN pour la période actuelle (1950 à aujourd'hui).

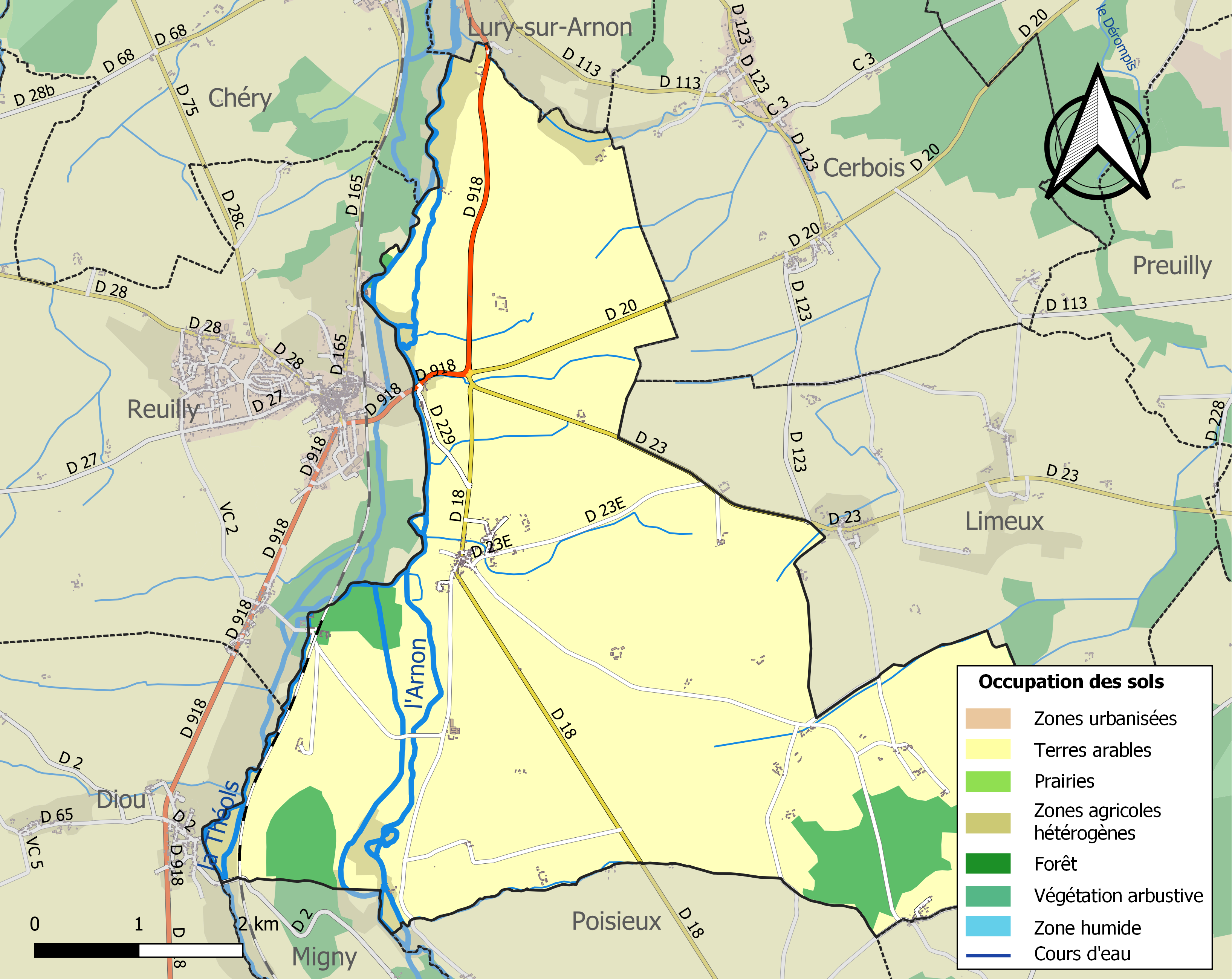
Carte des infrastructures et de l'occupation des sols de la commune en 2018 (CLC).

### Risques majeurs
Le territoire de la commune de Lazenay est vulnérable à différents aléas naturels : météorologiques (tempête, orage, neige, grand froid, canicule ou sécheresse), inondations, mouvements de terrains et séisme (sismicité faible). Il est également exposé à un risque technologique,  le transport de matières dangereuses. Un site publié par le BRGM permet d'évaluer simplement et rapidement les risques d'un bien localisé soit par son adresse soit par le numéro de sa parcelle.

#### Risques naturels
Certaines parties du territoire communal sont susceptibles d’être affectées par le risque d’inondation par débordement de cours d'eau, notamment l'Arnon, la Théols. La commune a été reconnue en état de catastrophe naturelle au titre des dommages causés par les inondations et coulées de boue survenues en 1982, 1992, 1999, 2001, 2008 et 2016,.

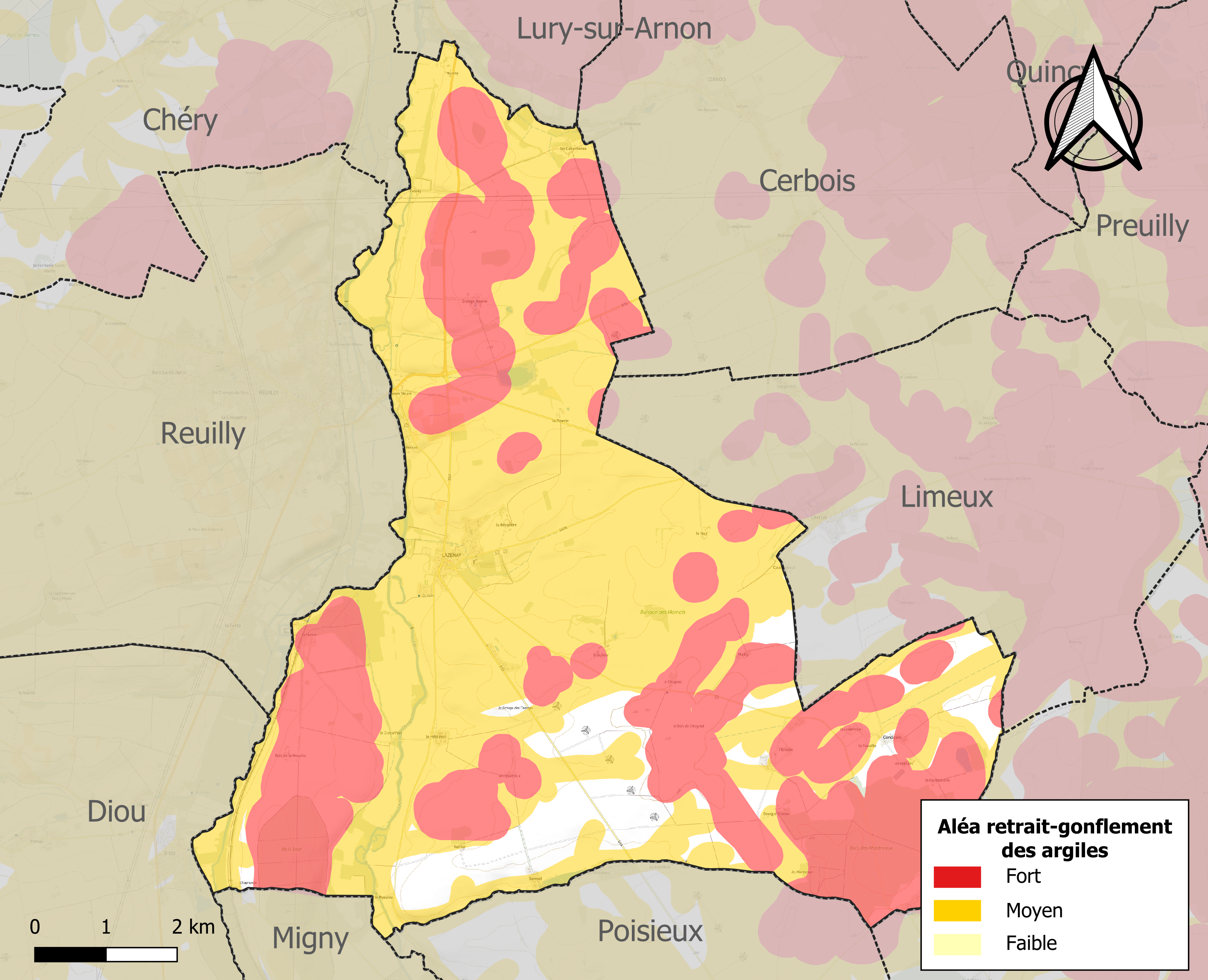
Carte des zones d'aléa retrait-gonflement des sols argileux de Lazenay.

La commune est vulnérable au risque de mouvements de terrains constitué principalement du retrait-gonflement des sols argileux. Cet aléa est susceptible d'engendrer des dommages importants aux bâtiments en cas d’alternance de périodes de sécheresse et de pluie. 92 % de la superficie communale est en aléa moyen ou fort (90 % au niveau départemental et 48,5 % au niveau national). Sur les 189 bâtiments dénombrés sur la commune en 2019, 180 sont en aléa moyen ou fort, soit 95 %, à comparer aux 83 % au niveau départemental et 54 % au niveau national. Une cartographie de l'exposition du territoire national au retrait gonflement des sols argileux est disponible sur le site du BRGM,.
Concernant les mouvements de terrains, la commune a été reconnue en état de catastrophe naturelle au titre des dommages causés par la sécheresse en 1989, 2011 et 2019 et par des mouvements de terrain en 1999.

#### Risques technologiques
Le risque de transport de matières dangereuses sur la commune est lié à sa traversée par des infrastructures routières ou ferroviaires importantes ou la présence d'une canalisation de transport d'hydrocarbures. Un accident se produisant sur de telles infrastructures est en effet susceptible d’avoir des effets graves au bâti ou aux personnes jusqu’à 350 m, selon la nature du matériau transporté. Des dispositions d’urbanisme peuvent être préconisées en conséquence.

## Histoire
Un grand tumulus du Ve siècle av. J.-C., lors de la transition entre le premier et le second âge du fer, situé sur la commune est probablement celle d'un prince des Bituriges Cubes, un peuple gaulois, vivant dans la région.
Origine du nom : du gaulois az (eau) et du suffixe -acum.
Le site est occupé dès l'époque celtique. Une église préromane est mentionnée dès le XIe.
La communauté de Lazenay est en crise démographique au début du XVIIIe siècle, puisqu’elle passe de 125 feux en 1709 à 96 en 1726. L’hiver de 1709-1710 notamment cause de nombreuses pertes, ainsi que la grande canicule de 1719 (qui tua beaucoup par dysenterie).

## Politique et administration
| Période                                  | Période       | Identité                  | Étiquette | Qualité                                                                                |
| ---------------------------------------- | ------------- | ------------------------- | --------- | -------------------------------------------------------------------------------------- |
| Les données manquantes sont à compléter. |               |                           |           |                                                                                        |
| mars 2024                                | mars 2028     | Amaury De La Villeboisnet | Coco      | Aucune                                                                                 |
| mars 2008                                | décembre 2017 | Rémy Pointereau           | UMP-LR    | Agriculteur propriétaire exploitant Sénateur (depuis 2005) - Ancien conseiller Général |
| octobre 2017                             | mai 2020      | Bernard Aujard            |           | Retraité agricole                                                                      |
| mai 2020                                 | En cours      | James Goussard,           |           | Agriculteur sur moyenne exploitation                                                   |

## Démographie
L'évolution du nombre d'habitants est connue à travers les recensements de la population effectués dans la commune depuis 1793. Pour les communes de moins de 10 000 habitants, une enquête de recensement portant sur toute la population est réalisée tous les cinq ans, les populations de référence des années intermédiaires étant quant à elles estimées par interpolation ou extrapolation. Pour la commune, le premier recensement exhaustif entrant dans le cadre du nouveau dispositif a été réalisé en 2005.

En 2022, la commune comptait 282 habitants, en évolution de −18,02 % par rapport à 2016 (Cher : −2,48 %, France hors Mayotte : +2,11 %).
| 1793 | 1800 | 1806 | 1821 | 1831 | 1836  | 1841 | 1846 | 1851 |
| ---- | ---- | ---- | ---- | ---- | ----- | ---- | ---- | ---- |
| 886  | 745  | 691  | 772  | 862  | 1 000 | 942  | 896  | 960  |

| 1856 | 1861 | 1866 | 1872 | 1876 | 1881 | 1886 | 1891 | 1896 |
| ---- | ---- | ---- | ---- | ---- | ---- | ---- | ---- | ---- |
| 955  | 904  | 901  | 868  | 881  | 846  | 798  | 751  | 718  |

| 1901 | 1906 | 1911 | 1921 | 1926 | 1931 | 1936 | 1946 | 1954 |
| ---- | ---- | ---- | ---- | ---- | ---- | ---- | ---- | ---- |
| 701  | 676  | 677  | 570  | 540  | 509  | 510  | 453  | 459  |

| 1962 | 1968 | 1975 | 1982 | 1990 | 1999 | 2005 | 2006 | 2010 |
| ---- | ---- | ---- | ---- | ---- | ---- | ---- | ---- | ---- |
| 387  | 413  | 337  | 300  | 326  | 354  | 361  | 352  | 357  |

| 2015 | 2020 | 2022 | - | - | - | - | - | - |
| ---- | ---- | ---- | - | - | - | - | - | - |
| 345  | 297  | 282  | - | - | - | - | - | - |

## Culture locale et patrimoine

### Lieux et monuments
- Église Notre-Dame, XIe et XIIe siècles. Le clocher doté de hauts contreforts date du XIe siècle, le chœur et l'abside sont du XIIe siècle. Les voûtes à croisées d'ogives sont ajoutées au XIIIe siècle. Après l'effondrement du porche en 1854, des travaux de reconstruction sont entrepris de 1875 à 1900[22].
- Château de Lazenay, datant du milieu du XIXe siècle (route de Bourges et route de l'Érable). Cette demeure est construite sur l'emplacement d'un logis-porche de la fin du XIIIe ou du début du XIVe siècle, par Jean Constant Hémery et son épouse Louise Barrois[22].
- Château de la Ferté. Le château se trouve sur la commune de Reuilly dans l'Indre ; il est séparé de ses communs sur la commune de Lazenay dans le Cher par le cours d'eau de la Théols, qui passe exactement dans les douves. Le domaine fut acheté en 1656 par Jacques de La Fond, secrétaire du roi, contrôleur et receveur des consignations en Touraine, qui aurait commandé la construction à François Mansart. L'édifice est partiellement classé et inscrit au titre des monuments historiques en 1944, 1967 et 1986[31].

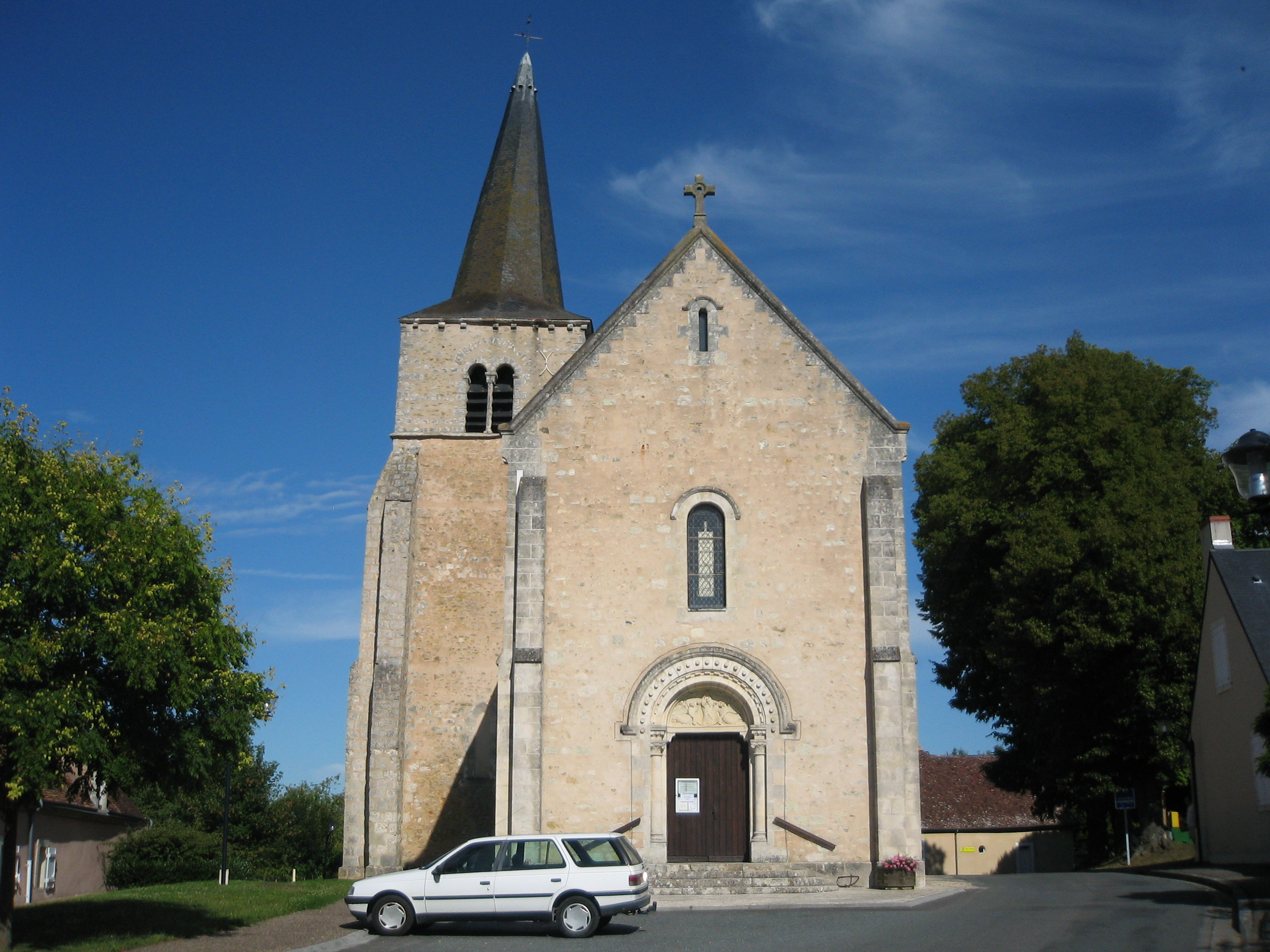
Église Notre Dame, XIe et XIIe siècles.
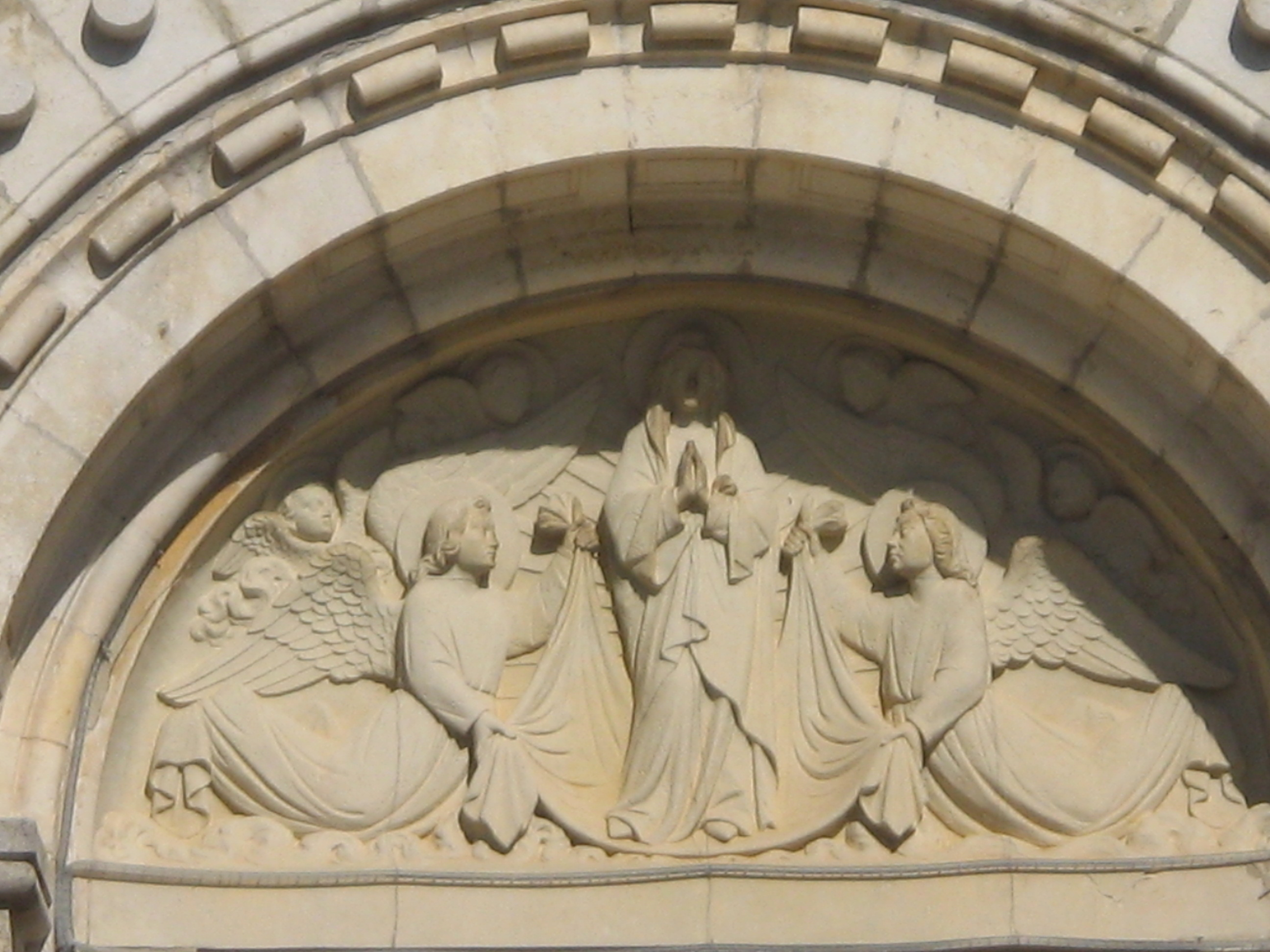
Tympan, église Notre Dame, XIe et XIIe siècles.
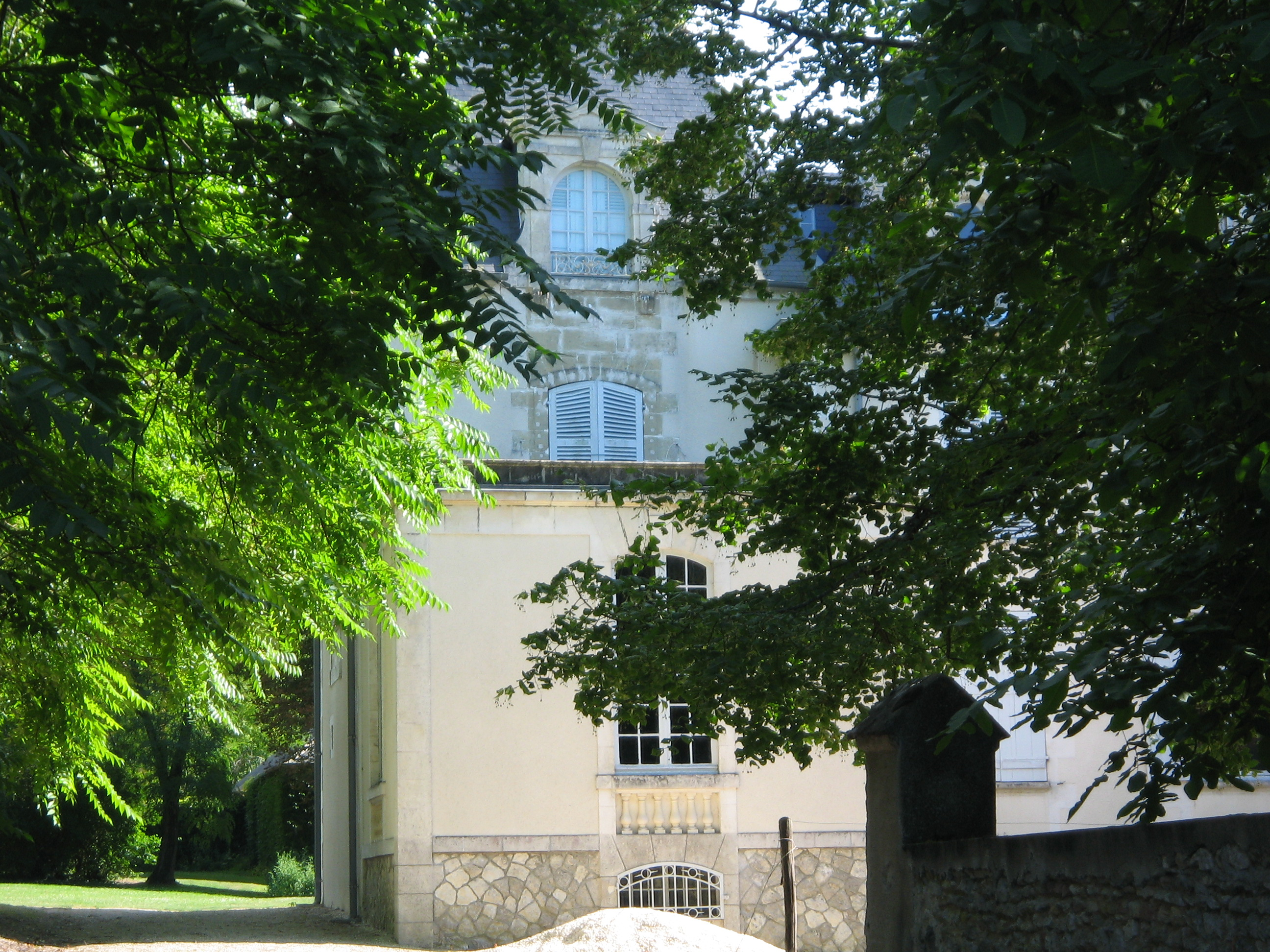
Château de Lazenay, milieu du XIXe siècle.
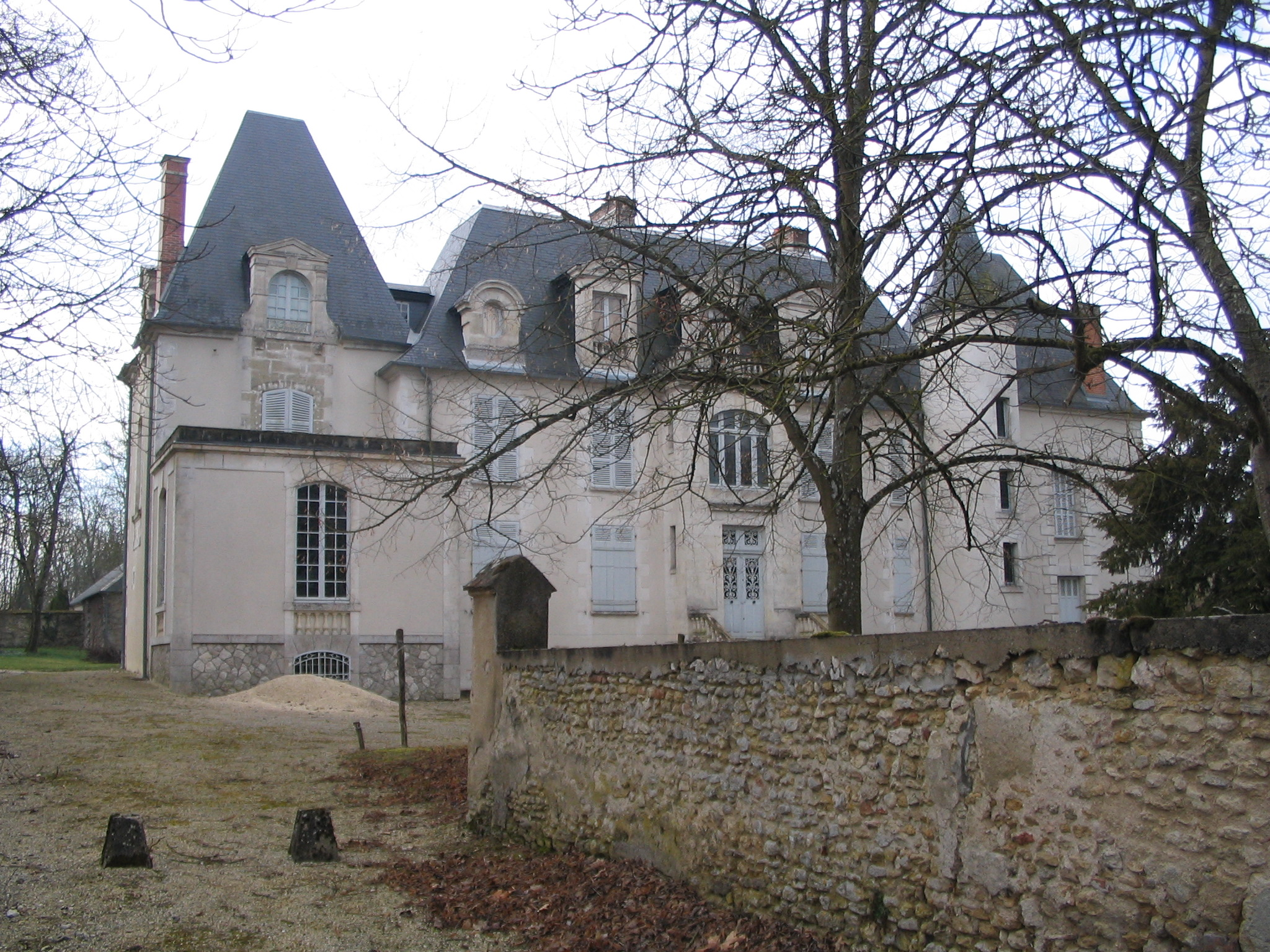
Château de Lazenay.
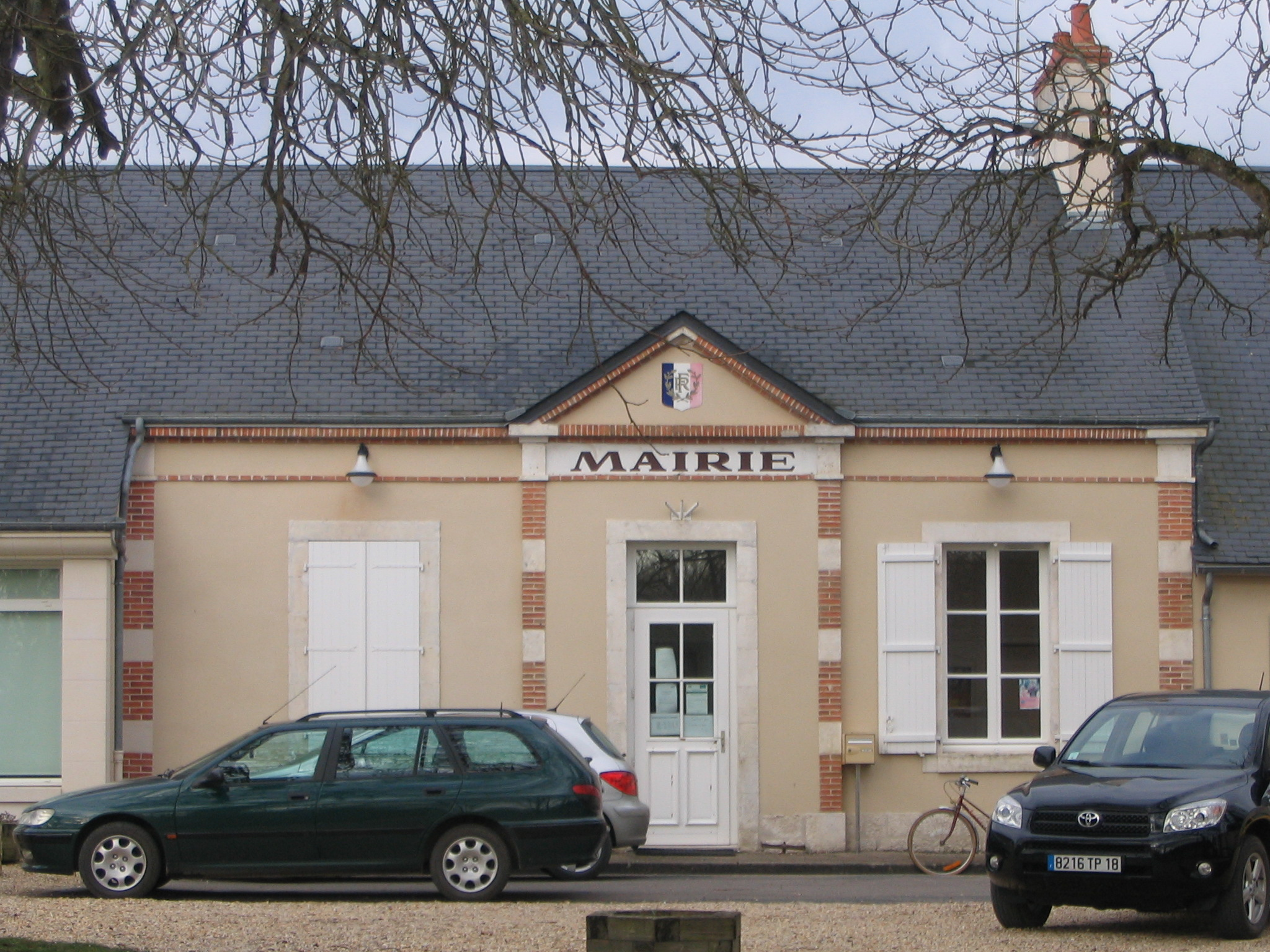
La mairie.

### Personnalités liées à la commune
- Mademoiselle Gaussin (25 décembre 1711-6 juin 1767), actrice, elle débuta le 28 avril 1731 dans le rôle de Junie dans Britannicus[32],[33]. Elle épousa le 29 mai 1759 un danseur nommé Marie-François Tavlaigo ou Taolaigo. Celui- ci possédait une terre à Lazenay en Berry[34].
- Rémy Pointereau, ancien maire, sénateur du Cher.